# Yuri Silva
Yuri Santos Jesus da Silva é pesquisador-ativista antirracista, LGBTQIA+ e dos Direitos Humanos, com foco na pesquisa de Políticas Públicas de Igualdade Racial e na transversalidade com as pautas consideradas prioritárias na gestão pública, natural de Salvador (BA), nascido em 30 de março de 1995, no bairro de Castelo Branco. Filho de família popular da periferia da cidade.
Como repórter, atuou como repórter de Cidade, Política, Economia entre 2013 e 2020, especializando-se na cobertura de temas relacionados à pauta negra, das religiões afro-brasileiras, das minorias vulneráveis de forma geral e dos poderes Executivo e Legislativo. Colaborou, nesse período, com os jornais A TARDE e O Estado de S. Paulo, com a revista Piauí, os sites The Intercept Brasil, Conversa Afiada, Jornalistas Livres e Mídia 4P (Carta Capital), além da emissora pública TV Educativa da Bahia (TVE Bahia), entre outros veículos.
Coordenou e atuou na equipe técnica de projetos de organizações da sociedade civil financiados pelo Governo da Bahia e pelo Governo Federal, além de organizações internacionais, para promoção dos direitos da população negra, formação de jovens negros periféricos, desenvolvimento econômico de empresários negros e de comunidades tradicionais de terreiros de candomblé e de quilombos, como Terra Preta, Feira Negros Solidários, Vitrine Cultural, Alvorada dos Ojás, entre outros. Atualmente atua também como consultor de ESG, diversidade e inclusão (DI), Direitos Humanos e Empresas e responsabilidade social corporativa.

## Formação Acadêmica
Graduado em Comunicação Social com Habilitação em Jornalismo pelo Centro Universitário Jorge Amado (2015) e posteriormente Mestre em Políticas Públicas e Governo na Fundação Getúlio Vargas FGV (EPPG).

## Gestão Pública
Atuou como Secretário Nacional de Gestão do Sistema Nacional de Promoção de Igualdade Racial (Senapir) do Ministério da Igualdade Racial (MIR). Assim como Secretário Substituto da Secretaria de Políticas de Ações Afirmativas, Combate e Superação do Racismo do Ministério da Igualdade Racial., sendo antes Ex-Diretor de Políticas de Combate e Superação do Racismo na Secretaria de Políticas de Ações Afirmativas, Combate e Superação do Racismo do Ministério da Igualdade Racial.
Ex-Coordenador de Direitos Humanos do Instituto para Reforma das Relações entre Estado e Empresa (IREE), onde atua discutindo políticas para o setor público e para o setor privado e a relação entre os dois setores, e coordenador nacional do Coletivo de Entidades Negras (CEN), organização do movimento social negro brasileiro.

## Publicações
- RAMOS, D. T. (Org.) ; SANTOS, A. L. N. (Org.); CORREIA, M. F. R. (Org.) ; SILVA, Y. S. J. (Org.) . Itojú : análises dos mecanismos de preservação da memória e do patrimônio imaterial de candomblé na Bahia. 1. ed. São Paulo: Contracorrente, 2021. v. 1. 108p.
- SILVA, Y. S. J.; RAMOS, D. T. ; SANTOS, A. L. N. ; CORREIA, M. F. R. . Ìtọjú: Uma trilha de novos caminhos rumo à salvaguarda compartilhada do patrimônio afro-brasileiro. In: André Luis Nascimento dos Santos; Desiree Ramos Tozi; Marcos Fábio Rezende Correia; Yuri Santos Jesus da Silva. (Org.). Itojú : análises dos mecanismos de preservação da memória e do patrimônio imaterial de candomblé na Bahia. 1ed.Sao Paulo: Contracorrente, 2021, v. 1, p. 15-22.
- SILVA, Y. S. J.; NASCIMENTO, I. E. A. ; MILLET, A. S. . PERCURSOS DA LUTA ATÉ AQUI: Da estratégia ancestral de sobrevivência e infiltração no poder ao enfrentamento das novas gerações: inspirações e experiências da luta do CEN. In: André Luis Nascimento dos Santos; Desiree Ramos Tozi; Marcos Fábio Rezende Correia; Yuri Santos Jesus da Silva. (Org.). Itojú : análises dos mecanismos de preservação da memória e do patrimônio imaterial de candomblé na Bahia. 1ed.São Paulo: Contracorrente, 2021, v. 1, p. 23-28.
- SILVA, Y. S. J. CAPÍTULO IX – NOTAS SOBRE O QUE É UMA POLÍCIA ANTIRRACISTA. In: Benedito Mariano; Walfrido Warde. (Org.). Por uma Segurança Pública Democrática, Cidadã e Antirracista. 1ed. São Paulo: Contracorrente, 2022, v.1.
- SILVA, Y. S. J.. Boletim de Direitos Humanos e Empresas do IREE. 2021. (Boletim de Pesquisa - Período de Janeiro a Julho de 2021).
- SILVA, Y. S. J.. II Boletim de Direitos Humanos e Empresas do IREE. 2021. (Boletim de Pesquisa - Período de Agosto a Outubro de 2021).